# Billy Paul
Billy Paul, właściwie Paul Williams (ur. 1 grudnia 1934 w Filadelfii, zm. 24 kwietnia 2016 w Blackwood, New Jersey) – amerykański wokalista soulowo-jazzowy, zdobywca Nagrody Grammy za sprawą największego hitu w swojej długoletniej karierze: "Me & Mrs. Jones", znajdującego się na albumie "360 Degrees of Billy Paul".

## Życiorys
Urodzony i wychowany w północnej Filadelfii, Paul rozpoczął swoją muzyczną karierę, gdy miał jedenaście lat, pojawiając się w lokalnych audycjach radiowych. Uczęszczał do szkoły muzycznej w zachodniej Filadelfii – Temple University oraz Granoff School of Music na wokalistykę. Zmienił styl śpiewania z muzyki rockowej na ballady soulowe; zaczął koncertować wspólnie z artystami takimi jak Charlie Parker, Dinah Washington, Nina Simone, Miles Davis, The Impressions, Sammy Davis Jr czy Roberta Flack.
Wydał debiutanckie nagranie „Why Am I” dla Jubilee Records, na chwilę przed rozpoczęciem służby wojskowej. Po zakończeniu służby wspólnie z producentami – Kennethem Gamble oraz Leonem Huffem wydał swój pierwszy album "Feelin' Good at the Cadillac Club" sygnowany przez wytwórnię Gamble; następna była płyta "Ebony Woman", stworzona w niezmienionym składzie, natomiast oficjalnie na rynek wydana przez wytwórnie Neptune.
Kolejna płyta to "Going East", wydana przez wytwórnię Philadelphia International Records, oraz "360 Degrees of Billy Paul" zawierająca wielki hit – "Me & Mrs. Jones" – był numerem 1 na liście przebojów przez trzy tygodnie, sprzedając się w nakładzie dwóch milionów egzemplarzy, co dało status platynowy.
Billy Paul zdobył Nagrodę Grammy za najlepsze, męskie wykonanie R&B; singiel w Wielkiej Brytanii dotarł na 12. miejsce w Top 20 największych, singlowych szlagierów. W późniejszych latach, piosenka uzyskiwała wielokrotnie sukcesy za sprawą artystów takich jak Freddie Jackson (w 1992 roku) czy Michael Bublé (w 2007 roku).
Oprócz Grammy, Paul zdobył kilka nagród Ebby (przyznawanych przez czytelników Ebony Magazine). Jest także laureatem American Music Awards, nagrody NAACP Image Award i posiadaczem wielu kluczy do miast w Stanach Zjednoczonych.
Paul związany głównie z Philadelphia International Records, nagrał takie utwory jak: "Am I Black Enough For You?", "Let's Make a Baby", własną interpretację "Let's Stay Together" czy "Your Song", "Thanks for Saving My Life", "Let 'Em In", "Only the Strong Survive", "Bring the Family Back".
Oficjalnie w 1989 ogłosił przejście na muzyczną emeryturę. Od tego momentu wystąpił gościnnie w utworze "Aint No Mountain High Enough", u boku francuskiej wokalistki Chimène Badi w 2011 roku.

## Dyskografia

### Albumy
- 1968 Feelin' Good at the Cadillac Club (Gamble Records SG 5002)
- 1970 Ebony Woman (Neptune NLPS 201)
- 1971 Going East (Philadelphia International KZ 30580)
- 1972 360 Degrees of Billy Paul (Philadelphia International KZ 31793)
- 1973 Ebony Woman (Philadelphia International KZ 32118 – reedycja Neptune NLPS 201)
- 1973 Feelin' Good at the Cadillac Club (Philadelphia International KZ 32119 – reedycja Gamble SG 5002)
- 1973 War of the Gods (Philadelphia International KZ 32409)
- 1974 Live in Europe (Philadelphia International KZ 32952)
- 1975 Got My Head on Straight (Philadelphia International KZ 33157)
- 1975 When Love Is New (Philadelphia International KZ 33843)
- 1976 Let 'Em In (Philadelphia International KZ 34389)
- 1977 Only the Strong Survive (Philadelphia International KZ 34923)
- 1979 First Class (Philadelphia International KZ 35756)
- 1980 The Best of Billy Paul (Philadelphia International Z2 36314)
- 1985 Lately (Total Experience TEL8-5711)
- 1988 Wide Open (Ichiban ICH 1025)

### Single
| 1969                                        | "Bluesette"                 | —  | —  | —  |
| 1970                                        | "Mrs. Robinson"             | —  | —  | —  |
| 1971                                        | "Love Buddies"              | —  | —  | —  |
| 1972                                        | "Brown Baby"                | —  | —  | —  |
| 1972                                        | "This Is Your Life"         | —  | —  | —  |
| 1972                                        | "Me & Mrs. Jones"           | 1  | 1  | —  |
| 1973                                        | "Am I Black Enough For You" | 79 | 29 | —  |
| 1973                                        | "I Was Married"             | —  | —  | —  |
| 1974                                        | "Thanks for Saving My Life" | 37 | 9  | —  |
| 1974                                        | "Be Truthful to Me"         | —  | 37 | —  |
| 1975                                        | "Billy's Back Home"         | —  | 52 | —  |
| 1975                                        | "July July July July"       | —  | —  | —  |
| 1976                                        | "How Good Is Your Game"     | —  | 50 | —  |
| 1976                                        | "I Trust You"               | —  | 79 | —  |
| 1976                                        | "Let's Make a Baby"         | 83 | 18 | —  |
| 1976                                        | "People Power"              | —  | 82 | 14 |
| 1976                                        | "Your Song"                 | —  | —  | —  |
| 1977                                        | "Everybody's Breaking Up"   | —  | —  | —  |
| 1977                                        | "Let 'Em In"                | —  | 91 | —  |
| 1977                                        | "One Man's Junk"            | —  | —  | —  |
| 1978                                        | "Only the Strong Survive"   | —  | 68 | —  |
| 1978                                        | "Don't Give Up on Us"       | —  | —  | —  |
| 1979                                        | "Bring the Family Back"     | —  | —  | —  |
| 1979                                        | "False Faces"               | —  | —  | —  |
| 1979                                        | "You're My Sweetness"       | —  | 69 | —  |
| "—" Oznacza, że singiel nie odniósł sukcesu |                             |    |    |    |